# Landeronde
Landeronde ist eine französische Gemeinde mit 2285 Einwohnern (Stand: 1. Januar 2022) im Département Vendée in der Region Pays de la Loire; sie gehört zum Arrondissement Les Sables d’Olonne und zum Kanton La Roche-sur-Yon-1 (bis 2015: Kanton La Mothe-Achard). Die Einwohner werden Landeronnais genannt.

## Geographie
Landeronde liegt etwa elf Kilometer westsüdwestlich von La Roche-sur-Yon und etwa 24 Kilometer nordöstlich von Les Sables-d’Olonne. Umgeben wird Landeronde von den Nachbargemeinden Venansault im Norden und Osten, Les Clouzeaux im Südosten, Sainte-Flaive-des-Loups im Süden, Saint-Georges-de-Pointindoux im Westen und Südwesten sowie Beaulieu-sous-la-Roche im Nordwesten.

## Bevölkerungsentwicklung
| Jahr      | 1962 | 1968 | 1975 | 1982 | 1990 | 1999 | 2006 | 2012 |
| Einwohner | 859  | 854  | 822  | 1444 | 1613 | 1817 | 2061 | 2238 |

## Sehenswürdigkeiten
- gotische Kirche aus dem 12. Jahrhundert
- Schloss Les Forges